# Wolfgang Rohrbach
Pour les articles homonymes, voir Rohrbach.
Wolfgang Rohrbach (né le 11 juin 1947 à Vienne) est un professeur d'université autrichien, eexpert en histoire économique, assurance et économie de la santé, triple docteur en sciences, membre à part entière de l'Académie européenne des sciences et des arts de Salzbourg, président de Europa Nostra Autriche, une organisation de protection des monuments en Europe de Krems, président honoraire de OLIP, l'organisation pour les publications internationales sur l'assurance vie de Linz, ainsi que vice-président de ÖSG, l'Association austro-serbe à Vienne,,.

## Éducation
De 1966 à 1967, après avoir terminé ses études secondaires à Vienne, Rohrbach a servi dans l'Armée fédérale autrichienne. Après cela, il a étudié l'histoire et la philologie slave à l'université de Vienne de 1967 à 1972. Il a obtenu son doctorat en histoire économique, en sociologie et en philologie slave (avec les langues majeures russe et serbo-croate), obtenant ainsi le titre de Docteur en philologie.

## Carrière
Depuis 1973, Rohrbach a travaillé dans l'industrie de l'assurance dans divers rôles (statisticien, analyste économique, publiciste, porte-parole et responsable de la conception de produits).
De 1980 à 1999, Wolfgang Rohrbach a été responsable du département de communication et rédacteur en chef de plusieurs revues professionnelles au sein de la compagnie d'assurance « Austria-Kollegialität ». De 2000 à 2006, il a occupé la même fonction au siège du Groupe d'Assurances UNIQA, avant de travailler à Belgrade en tant que consultant commercial pour UNIQA Serbia,.
De 2007 à 2014, Rohrbach a également travaillé comme consultant scientifique pour « Centra-Consult », une société de conseil économique et fiscal, principalement pour UNIQA Serbia. De plus, il a été évaluateur et expert en assurance pour l'Europe du Sud-Est dans le cadre de la Société allemande de coopération technique (GTZ). En 2014, il est devenu directeur de l'association « VR UNIQA Consulting » en Serbie,.
La carrière universitaire de Rohrbach s'est déroulée parallèlement à son travail pratique dans le secteur de l'assurance. De 1984 à 1989, il a été conférencier à l'université de Vienne, et de 1986 à 1989, à l'université de Vienne en économie et gestion des affaires. Depuis 1990, il donne des conférences invitées dans des universités et académies d'Europe orientale et sud-est : Slovaquie, Hongrie, Serbie, Bosnie-Herzégovine, Monténégro et Macédoine du Nord.
Depuis 1996, il reprend son enseignement en Autriche à la Danube University Krems (science de l'assurance), ainsi qu'à la faculté de médecine de l'université de Vienne et à l'université de Vienne et de Salzbourg (économie de la santé, assurance santé). Il a obtenu le titre de « professeur » en 1997 de la part du président de l'Autriche.
En 2006, il a obtenu son habilitation à la faculté d'économie de l'université de Hongrie de l'Ouest à Sopron avec sa thèse d'habilitation « L'impact du développement démographique sur les systèmes d'assurance santé et de retraite ». Depuis cette année-là, il est conférencier à la faculté des affaires et des services (FABUS) à Novi Sad, et de 2007 à 2009, professeur invité pour la gestion des assurances à la faculté des affaires et de gestion à Belgrade.
De 2009 à 2013, il a travaillé en tant que professeur titulaire en économie et finance à la Haute école de commerce moderne à Belgrade. Durant l'année académique 2014/15, il a été professeur invité à l'université Saint-Élisabeth pour les sciences de la santé et sociales à Bratislava. Pendant l'année académique 2016/17, il a été professeur invité et président de la commission doctorale à l'université Apeiron à Banja Luka. Depuis 2017, il continue d'enseigner en tant que professeur invité à l'université européenne à Brčko. De 2018 à 2020, il a enseigné à la faculté de droit de l'université de Kragujevac, et en 2019, il a été professeur invité à l'université de Wurtzbourg.

## Titres académiques et professionnels
Wolfgang Rohrbach détient plusieurs doctorats honorifiques et titres académiques, dont un doctorat honorifique de l'université européenne de Brčko et le titre de rpofesseur honorifique à l'université Danube et à l'niversité pour l'éducation continue de Krems.

## Affiliations et récompenses
Depuis 2014, il est membre à part entière de l'Académie européenne des sciences et des arts à Salzbourg, et depuis 2017, membre de l'Académie royale des sciences et des arts de Serbie à Belgrade,. Il a reçu de nombreuses distinctions nationales et internationales pour son travail dans le domaine de l'assurance et de l'économie de la santé, dont :
- Croix d'honneur autrichienne pour les sciences et les arts[1]
- Distinction d'honneur en or pour mérites envers la république d'Autriche[1]
- Distinction d'honneur en or de l'État de Basse-Autriche[1]
- Distinction d'honneur en or de l'État de Styrie[1]
- Distinction d'honneur en or de l'État de Vienne[1]
- Distinction d'honneur en or de l'État de Salzbourg[1]
- Distinction d'honneur en argent de l'État de Haute-Autriche[1]
- Coupe d'honneur remise par le chancelier fédéral Dr Franz Vranitzky pour contributions exceptionnelles au basket-ball[1]
- Grande distinction du ministère de la Diaspora de la république de Serbie[1]
- Confirmation de nomination en tant que conseiller commercial de la chambre de commerce du Panama[1]
- Plaque d'or pour contributions exceptionnelles aux sciences sociales de l'université européenne de Brčko à Brčko

## Publications et activités
En tant qu'auteur et éditeur, Rohrbach a publié de nombreux travaux et livres sur l'histoire de l'industrie de l'assurance et l'économie de la santé. Son œuvre encyclopédique en seize volumes L'Histoire de l'assurance en Autriche a reçu des éloges internationaux et a été mise à jour régulièrement depuis 1988. Il est impliqué dans divers projets scientifiques et éducatifs tant en Autriche qu'à l'étranger. Depuis 1973, il est auteur de littérature académique et éditeur de plusieurs revues spécialisées sur l'assurance. Depuis 2003, il travaille comme conférencier et éditeur sur des sujets tels que la migration, l'intégration et l'apprentissage de l'histoire moderne dans le cadre de l'initiative projectXchange. Il fait partie de l'équipe éditoriale de la Revue européenne du droit des assurances (Éditeur : Association Internationale de Droit des Assurances), Belgrade. Il est également l'auteur du livre L'Émergence et le Développement des Études Slaves Scientifiques à Vienne, publié en 2020 par Tronik Design à Belgrade. Wolfgang Rohrbach continue son travail scientifique et est activement impliqué dans divers projets scientifiques et éducatifs tant au niveau national qu'international.

## Publications
Wolfgang Rohrbach a publié de nombreux articles scientifiques, livres et contributions à des conférences scientifiques, principalement dans les domaines de l'assurance, de l'économie de la santé, de l'évolution démographique et de l'histoire. Sélection :
- Fraude en assurance, Springer Vienne, 2004
- Gestion dans le secteur de l'assurance, Oldenbourg Verlag, 2005
- Économie de la santé et assurance maladie en Europe centrale et orientale, Nomos, 2012
- La catastrophe du Titanic et l'assurance, Institut d'études européennes, 2019[10]